# Quantum Corporation
Quantum ist ein US-amerikanischer Anbieter von Produkten in den Bereichen Datensicherung und Archivierung. Das Unternehmen mit Sitz im kalifornischen San José bietet Technologie für Erfassung und gemeinsame Nutzung von Daten sowie deren Management in digitalen Umgebungen und Workflows.

## Unternehmensgeschichte
Seit der Gründung im Jahr 1980 unterstützt Quantum Unternehmen in Fragen der Datensicherung, -management und -vorhaltung.
Ursprünglich entwickelte und produzierte Quantum Festplatten. Die Atlas-Serie gehörte um 1999 zu den weltweit schnellsten SCSI-Festplatten, Quantum war zu jener Zeit zweitgrößter Festplattenhersteller der Welt. Nach und nach erweiterte Quantum durch Akquisitionen und Entwicklungen das Portfolio um Bandlaufwerke, Tape-Libraries und Disk-Backupsysteme.
Den Einstieg in die DLT-Magnetbandtechnik vollzog Quantum im Jahr 1994 durch den Kauf der „Disc and Tape Division“ der Digital Equipment Corporation. Es folgten die Übernahme von ATL Products, einem Hersteller von DLT-Libraries für bis zu 300 Medien, im Jahr 1998 sowie von Benchmark Storage Innovations, einem Magnetband-Hersteller mit Lizenzen für Produkte aus der DLT-Value-Serie, im Jahr 2002.
Im Oktober 2000 verkaufte Quantum die Festplattensparte Quantum HDD inklusive des Nutzungsrechts der Marke Quantum für Festplatten an Maxtor.
Mit dem Kauf der Seagate-Ausgliederung Certance erweiterte Quantum im Jahr 2004 sein Angebot um die LTO-Bandtechnik als Alternative zu den hauseigenen DLT-Laufwerken.
Im Jahr 2006 übernahm Quantum die Advanced Digital Information Corporation (ADIC), einen auf Enterprise Tape-Libraries spezialisierten Hersteller, um in das High-End Geschäft einzusteigen. Durch die Fusion mit ADIC erwarb Quantum auch das Patent 5,990,810 (das “’810-Patent”) für Deduplikation auf Basis von Datenblöcken variabler Länge und lieferte Anfang 2007 seine erste DXi-Serie Disk-basierter Backup- und Deduplikationslösungen aus. 2011 bestätigte das US-amerikanische Patent- und Markenamt (USPTO) nach Rechtsstreitigkeiten im Rahmen einer Nachprüfung die Gültigkeit des Patents erneut.
Seit 2011 hat Jon Gacek die Position des CEOs bei Quantum inne. In einer seiner ersten Amtshandlungen wurde das Unternehmen Pancetera übernommen und damit der Fokus von physischen auf virtuelle Umgebungen erweitert, inklusive Cloud-basierter Produkte.
Heute ist Quantum in den Bereichen Backup, Recovery und Archivierung von Daten in physischen, virtuellen oder Cloud-Umgebungen aktiv. Zudem bietet das Unternehmen Produkte und Dienstleistungen an, die Disk, Tape, Deduplikation, Replikation, Verschlüsselung, die Sicherung virtualisierter Daten und Software für Datenmanagement miteinander verbinden. Das Unternehmen ist auch im Big-Data-Umfeld tätig und richtet sich dabei vornehmlich an Kunden aus den Branchen Medien und Unterhaltung, Gesundheitswesen und Biowissenschaften, Wissenschaft und Technik, Bildung, Finanzen und den öffentlichen Sektor.
Im Geschäftsjahr 2015/2016 (bis 31. März 2016) erwirtschaftete Quantum einen Gesamtumsatz von 476 Millionen US-Dollar. Das Unternehmen wird unter dem Kürzel QTM an der New Yorker Börse gehandelt.
Neben dem Hauptsitz in San José unterhält Quantum zahlreiche Niederlassungen in Nordamerika, Europa und dem asiatisch-pazifischen Raum. Die deutsche Niederlassung Quantum GmbH befindet sich in München.

## Akquisitionen
- 1994: Kauf der „Disc and Tape Division“ von Digital Equipment Corporation.
- 1998: Übernahme von ATL Products.
- 2001: Übernahme der britischen M4 Data (Holdings) Ltd.
- 2002: Übernahme der Benchmark Storage Innovations.
- 2004: Kauf der ehemaligen Tape Division „Certance“ von Seagate.
- 2006: Fusion mit Advanced Digital Information Corporation (ADIC).
- 2011: Übernahme von Pancetera Software.

## Portfolio
Das Quantum-Portfolio umfasst neben Disk-basierten Deduplikations- und Replikationssystemen für Backup und Restores, die Sicherung von Daten auf virtuellen Maschinen (VM), Appliances für Cloud-basierte Datensicherung sowie Disaster Recovery und Langzeitaufbewahrung von Unternehmensdaten, weiterhin Scale-out-Storage für File Sharing und Archivierung, darunter Disk-Archive zur Datenspeicherung mit Object Storage, sowie Tape-Libraries.

### Disk-Backup-Systeme
Die DXi-Serie bietet Funktionen wie Deduplikation, Virtual Tape, Snapshots, Disaster Recovery und Replikation. Die integrierte und patentierte Deduplizierungs-Technologie reduziert den Speicherbedarf auf der Festplatte je nach Infrastruktur um bis zu 90 Prozent. Die DXi4000 die erste Appliance mit Capacity-on-Demand-Deduplikation, wodurch Lizenzen für die Nutzung weiterer Disk-Speicher bei Bedarf nachträglich freigeschaltet werden können. Sie richtet sich vor allem an kleine und mittelständische Unternehmen mit dezentralen Standorten. Die DXi6000-Appliances wurden für komplexe Backup-Szenarien in Midrange- und Enterprise-Rechenzentren konzipiert. Die DXi6701/02 ist die bislang erfolgreichste Produkteinführung in der Geschichte des Unternehmens. Sie bietet einfach zu implementierende Deduplizierung für Replikation für NAS- und FC-Umgebungen. Die erweiterbaren Appliances der DXi6900-Serie unterstützen sämtliche Midrange- und Enterprise-Einrichtungsoptionen: NAS, VTL und OST. Mit der DXi8500 können Disk-, Tape- und Replikationsabläufe in Unternehmen mit mehreren Standorten zentral verwaltet werden. Das Portfolio wird durch die virtuellen Appliances der DXi V-Serie abgerundet: Die DXi V1000 und DXi V4000 bieten das gesamte Funktionsangebot der DXi-Deduplikationsappliances in einer vollständig VM-basierten Software und ermöglichen die Sicherung virtualisierter Umgebungen und privater Clouds.
Die Info-Tech Research Group positionierte Quantum als „Champion“ im Disk-Backup-Vendor-Landscape-Bericht 2013 für die umfangreichen Funktionen der DXi-Deduplizierungs-Appliances.

### Backup virtueller Maschinen
Zusammen mit den DXi-Appliances und den bereits vorhandenen Backup-Anwendungen ermöglicht die vmPRO-Software die Integration von VM-Backup und -Recovery in bestehende Datensicherungsprozesse. Laut Hersteller ist es die branchenweit einzige VM-Backup-Lösung, die Daten in ihrem nativen Format sichert. vmPRO 4000 verbindet Backup-Software und integrierte Datenspeicherung mit Deduplikation und filtert nicht zugeordnete, abgelaufene und inaktive Daten aus den virtuellen Maschinen (VMs). Dadurch wird der Overhead auf Servern, in Netzwerken und Speichern reduziert.

### Cloud-Backup
Die Quantum Q-Cloud besteht aus Cloud-basierten Diensten sowie Hardware und Software. Das Serviceangebot ermöglicht die Replikation und das Management von Backup-Daten physischer und virtueller Server in einer zentralen Cloud als Backup as a Service (BaaS). Für die Replikation der Daten in die entfernte Q Cloud-Plattformumgebung sind für Kunden dedizierte Ausrüstung oder Software-Lizenzen nicht mehr erforderlich. Die Quantum Q-Cloud basiert auf der vmPRO-Technologie und der virtuellen Deduplizierungsappliance DXi V1000. Mit dieser rein softwarebasierten Lösung können Daten sowohl in Public-, Private- als auch Hybrid-Cloud-Umgebungen gesichert werden.

### Scale-out-Storage und Archivierung
Die StorNext-Produktfamilie ist laut Hersteller für datenintensive Branchen, wie Medien- und Unterhaltung oder Biowissenschaften konzipiert.
Zur StorNext-Produktfamilie gehören die StorNext Metadata-Appliances für Filesharing, zentrale Kontrolle und Verwaltung, StorNext AEL Archives für Nearline-Speicherung wie Offline-Archivierung von Daten, StorNext-Disk-Systeme der Q-Serie als primäre Hochgeschwindigkeitsspeicher und StorNext G3000 Gateway Appliances für einen virtuellen Zugang zu gemeinsamen Daten-Pools und Konfiguration von On-Demand-Provisioning der Clients über Ethernet. Im März 2014 hat Quantum die neuen Storage-Lösungen StorNext Pro vorgestellt.
Zentrales Element der Produktfamilie ist die Storage-Management-Plattform StorNext 5. Die Software bietet schnellen Datenaustausch und -zugriff sowie deren Vorhaltung.

### Object Storage
Die Storage-Speichersysteme Lattus Object lassen sich mittels flachem Objektnamensraum auf Hunderte PB skalieren. Konfigurierbare Redundanzalgorithmen sorgen für unmittelbaren Datenzugriff über mehrere Standorte hinweg. Mit Lattus-X und Lattus-M gibt es zwei unterschiedliche Versionen von Speichersystemen.
Die StorNext-Lösungen nutzen u. a. TV-Sender wie CNN, Fox und BBC sowie Produktionsstudios wie Framestore oder Disney.

### Tape Libraries
Die Scalar Tape Libraries (Scalar i6000 / Scalar i500 / Scalar i840 / Scalar i40) verwalten und sichern unternehmenskritische Daten in mittelständischen Unternehmen, Workgroup- und Enterprise-Level-Rechenzentrumsumgebungen. Außerdem verfügt die Superloader-3-Linie über die Möglichkeit zur Remote-Replikation. Die Plattform Scalar i500 dient auch als Basis für Quantum StorNext AEL500, die automatisiertes, regelbasiertes Tiering mit Tape für die Archivierung von Big Data kombiniert.

### NDX NAS- und RDX Disk
Die NDX-8 NAS-Appliance und die portablen RDX Disk-Laufwerke sind für die Nutzung in kleineren Unternehmen wie Zweigstellen ausgelegt und können durch Integration der Deduplikationstechnologie den Speicherbedarf um bis zu 90 Prozent reduzieren. Die RDX wird als Einzellaufwerk sowie 8-Slot Disk-Library (RDX 8000) mit Wechselplatten-Kassetten angeboten und eignet sich sowohl für Backup als auch Archivierung. Für Offsite-Disaster-Recovery-Schutz kann die NDX Daten entweder auf eine zweite NDX-Appliance replizieren oder diese über eine RDX 8000 außerhalb des Standorts transferieren.

### Standalone-Geräte und Medien
- LTO-Bandlaufwerke – Die LTO-Technologie ist ein skalierbares und offenes Tape-Format und kann von Midrange- bis Enterprise-Level in Serverumgebungen mit wachsenden Datensicherungsansprüchen eingesetzt werden.
- DLT-Bandlaufwerke – Die DLT-Technologie ermöglicht Backup, Recovery und die Archivierung unternehmenskritischer Daten.
- DAT/DDS-Bandlaufwerke
- Medien – Palette an Speichermedien für jeden Backup-, Recovery- und Archivierungsbedarf, darunter LTO-Ultrium, DLT Tape, DAT/DDS und Travan.

## Vertriebsnetz
Quantum vertreibt seine Produkte über ein globales Vertriebsnetz mit mehr als 20 Distributoren und 5.000 Fachhändlern. Außerdem verkaufen Erstausrüster (OEMs), wie Dell, Fujitsu, HP und IBM, sowie weitere Tape Automatisierungs-Anbieter und Tape-Medien-Partner die Produkte unter eigener Markenführung.

## Auszeichnungen
Folgende Auszeichnungen hat Quantum erhalten (Auswahl):
- „Disk-basiertes Produkt des Jahres – Enterprise“, 2012: Auszeichnung der DXi6700-Produktfamilie bei den „Storage Awards: The Storries VIII“.[21]
- „Storage Produkt des Jahres“, 2012: Auszeichnung der DXi6700-Produktfamilie bei den „Network Computing Awards“.[22]
- „Produkt des Jahres“, 2012: Auszeichnung der vmPRO 4000 beim „Backup Hardware“ Award des Storage Magazins/SearchStorage.com.[23]
- „Storage Virtualisation Produkt des Jahres“, 2011: Auszeichnung der vmPRO 4000 bei den „Storage, Virtualisation und Cloud Computing (SVC) Awards“.[24]
- „Qualitäts-Award“, 2011: Auszeichnung Quantums mit dem ersten Platz des „Storage Magazins/SearchStorage.com Qualitäts-Awards“ in der Gesamtbewertung sowie in allen fünf Bewertungskategorien – sowohl für Enterprise- als auch mittelständische Tape Libraries.[25]
- „Storage-Produkt des Jahres“, 2011: Auszeichnung der DXi6000-Produktfamilie bei den „Storage Awards: The Storries VIII“.[26]
- „Deduplizierungsprodukt des Jahres“, 2010: Auszeichnung der DXi6500-Produktfamilie bei den „Storage Awards: The Storries VIII“.[27]
- „Bestes Tape Produkt“, 2010: Auszeichnung der Scalar i6000 Enterprise Tape Library bei den „Storage Awards: The Storries VIII“.
- „Beste IT-Innovation des Jahres für den Mittelstand in der Kategorie Storage/Netzwerke“, 2010: Auszeichnung der DXi6500-Produktfamilie beim Innovationspreis-IT der Initiative Mittelstand.[28]

## Weiteres Engagement
Quantum ist neben weiteren Anbietern offizieller Sponsor von getyourbackupscore.com, einem kostenlosen Online-Dienst, der IT-Abteilungen ermöglichen soll, ihre Datensicherungs-Strategien durch Best-Practice-Vergleiche zu verbessern. Das Tool liefert Auswertungen basierend auf der Frage, wie gut Unternehmen die Anforderungen in acht Schlüsselbereichen erfüllen – in Bezug auf Backup, Recovery, Disaster-Recovery-Schutz (DR) und langfristige Datenvorhaltung.